# Альфонсо Монтемайор
Альфонсо Монтемайор Креспо (ісп. Alfonso Montemayor Crespo, 28 квітня 1922, Тампіко — 22 листопада 2012, Леон) — мексиканський футболіст, що грав на позиції захисника за клуб «Леон», а також національну збірну Мексики. Триразовий чемпіон Мексики. По завершенні ігрової кар'єри — тренер.

## Клубна кар'єра
У футболі дебютував 1947 року виступами за команду «Леон», кольори якої і захищав протягом усієї своєї кар'єри гравця. За цей час став триразовим чемпіоном Мексики.

## Виступи за збірну
1947 року дебютував в офіційних матчах у складі національної збірної Мексики. Протягом кар'єри у національній команді провів у її формі 8 матчів.
У складі збірної був учасником чемпіонату світу 1950 року у Бразилії, де зіграв з Бразилією (0-4).

## Кар'єра тренера
Розпочав тренерську кар'єру невдовзі по завершенні кар'єри гравця, 1954 року, очоливши тренерський штаб клубу «Леон».
Останнім місцем тренерської роботи був той самий «Леон», головним тренером команди якого Альфонсо Монтемайор був протягом 1960 року.
Помер 22 листопада 2012 року на 91-му році життя.

## Титули і досягнення
- Чемпіон Мексики (3):

«Леон»: 1947-1948, 1948-1949, 1951-1952
- Переможець Чемпіонату НАФК: 1947, 1949